# Batalion czołgów (powieść)
Batalion czołgów (czes. Tankový prapor, tytuł II. polskiego wydania: Siódmy Batalion Czołgów) – powieść autorstwa czeskiego pisarza Josefa Škvoreckiego napisana w 1954, ale po raz pierwszy wydana w 1971 w Toronto. Pierwsze wydanie w Czechosłowacji ukazało się w 1990.
Jest to powieść o dojrzewaniu młodych Czechów, ich doświadczeniach w komunistycznej armii, pierwszych miłościach, kontaktach z alkoholem i przygodach na przepustkach. Przez część krytyków uważana za najlepszą bądź najzabawniejszą powieść pisarza. Głównym bohaterem jest sierżant Daniel Danny Smirzicki, znany z innej powieści Škvoreckiego – Tchórzy. Jest żołnierzem Siódmego Batalionu Czołgów, a akcja dzieje się w połowie lat 50. XX wieku. Autor opisuje chaos i absurdy panujące w stalinowskiej Czechosłowackiej Armii Ludowej w sposób nasuwający analogię do Dobrego Wojaka Szwejka z powieści Jaroslava Haška. Szeregowi żołnierze traktują pobyt w armii jako zło konieczne, a służbę starają się odbyć bez zbędnych konfliktów oraz bez zaangażowania, możliwie unikając jakichkolwiek obowiązków. Przedstawiając te stosunki – komunistyczne realia i komunistyczny język lat pięćdziesiątych, autor skłania nie tylko do śmiechu, ale też do gorzkiej refleksji.